# Monomma horni
Monomma horni es una especie de coleóptero de la familia Monommatidae.

## Distribución geográfica
Habita en Sri Lanka.